# جاذبه‌های گردشگری استان هرمزگان
جاذبه‌های گردشگری استان هرمزگان در این صفحه فهرست شده‌است.

## فهرست
- آب‌انبار بی‌بی
- آب‌انبار خربر
- آب‌انبارها در غرب هرمزگان
- آبسرد زاکین سیاهو
- آبگرم سرخاء سیاهو
- آب‌گرم گنو
- اتاق‌های ساسانی (جاسک)
- آرامگاه شیخ برخ اسود
- آرامگاه علمای کوخرد
- ارتفاعات و قله‌های هرمزگان
- اسکله باستانی بندر لافت
- اسکله باسعیدو (قشم)
- اسکله قدیم بندر عباس
- آسیاب دومن
- امامزاده سید سلطان محمد
- امامزاده سید کامل
- امامزاده سید مظفر (بندر عباس)
- امامزاده شاه محمد تقی
- امیردیوان
- بازار بستک
- بازار مساح (بندر لنگه)
- بادگیرهای لافت (قشم)
- برزی سیاهو
- برکه دریا دولت (کنگ)
- بنای فکری
- بنگلایان
- بنگله بستکی (بندر لنگه)
- پاراو کوخرد
- پارک کوشه قشم
- پرستشگاه بت‌گوران
- پل آبنما رودان
- پل لاتیدان
- پناهگاه حیات وحش جزیره شتور
- پنجشنبه‌بازار میناب
- تپه کولغان قشم
- تپه مارو
- ترنه
- جزیره کیش
- جنگل‌های حرای استان هرمزگان
- چاه سنگی دوک جناح
- چاه‌های تلا لافت
- چهارطاقی (قشم)
- حمام خانی بستک
- حمام سیبه
- حمام شهر قدیمی حریره (کیش)
- حمام گله‌داری
- خانه احمدی
- خانه جری پولاک
- خانه زعفرانیه
- خانه گلبتان
- خانه گله‌داری
- خربز
- خور انگوران اغاسین سیاهو
- دخمه و گورستان جاسک
- دره چاه‌کوه
- دژ پرتغالی‌های جاسک
- رودخانه بهمدی
- زیارتگاه بی‌بی‌مریم
- زیارتگاه خضر و الیاس
- زیارتگاه خواجه خضر
- زیارتگاه شاه قطب‌الدین حیدر
- زیارتگاه شیخ اندرآبی
- ساختمان شیخ عبدالرحمان (قشم)
- سد بالاتل
- سد بز
- سد بست گز
- سد پی‌پشت
- سد جابر
- سد جاوید
- سد دم قشم
- سد شماره یک جناح
- سد شمو
- سلطان شاه احمد سیاهو
- سورو (بندر عباس)
- سیاهو
- سیخوران بالا
- شاه شهید (قشم)
- شهر حریره
- شهر سیبه
- عمارت تلگرافخانه (بندر جاسک)
- عمارت کلاه‌فرنگی بندرعباس
- غار خربس (جزیره قشم)
- غار نمکی خرسین سیاهو
- قبرستان گبرها (رودان)
- قلعه ایلود (بستک هرمزگان)
- قلعه پرتغالی‌ها (قشم)
- قلعه تاریخی سندرک
- قلعه تاریخی (قشم)
- قلعه جناح (جناح هرمزگان)
- قلعه حاجی‌آباد
- قلعه خمیر (بندر خمیر)
- قلعه دختران
- قلعه دیده‌بان
- قلعه سیبه
- قلعه شیخ سلطان
- قلعه فتویه
- قلعه فین
- قلعه قلات جناح
- قلعه قلات
- قلعه کمیز (رودان)
- قلعه کوهیج
- قلعه لارک
- قلعه لافت
- قلعه لشتان
- قلعه هرمز
- قلعه هزاره
- کاروانسراهای هرمزگان
- کاروانسرای او شیرینو
- کاروانسرای بستک
- کاروانسرای بلدنگ
- کاروانسرای بهر ترک
- کاروانسرای بون کوه
- کاروانسرای حیدرآبادی
- کاروانسرای سه‌نخود
- کاروانسرای کمبرده
- کاروانسرای کوردان
- کاروانسرای گاگلکی
- کاروانسرای لرد محیا
- کاروانسرای مهران
- کاروانسرای نیمه
- کریکی (بستک)
- کلات گیوری پاکوه رودان
- گردشگاه‌های رودان (دهبارز)
- گنبد سرخ (روستا)
- گو آهن (رودان)
- لاورها و تفریح‌گاه‌های اطراف جناح
- لنج‌سازی بندر کنگ
- لنج‌سازی بندر لافت
- ماشاری
- مدرسه شریعتی
- مسجد افغان (بندر لنگه)
- مسجد بازار مساح
- مسجد بربار
- مسجد برخ (شهرستان قشم)
- مسجد توران شاه (قشم)
- مسجد جامع بستک
- مسجد جامع بندر عباس
- مسجد جامع دلگشا
- مسجد جامع بندر لافت
- مسجد جامع قدیمی بستک
- مسجد چاله کوخرد
- مسجد خالدی لنگه
- مسجد خداداد (بندرلنگه)
- مسجد دژگان
- مسجد سلطان العلماء (بندر لنگه)
- مسجد شیخی (بندر لنگه)
- مسجد غیاث
- مسجد کوردان
- مسجد کوشه (قشم)
- مسجد گله‌داری
- مسجد لوز
- مسجد ملک بن عباس
- مسجد منبر کهنه
- مسجد ناصری (بندر عباس)
- مسجدجامع قشم (جزیره قشم)
- مسجدهای قشم
- منطقه باد افشان (رودان)
- منطقه حفاظت‌شده گنو
- موزه آب بندرعباس
- موزه بزرگ استان (بندر عباس)
- موزه مردم‌شناسی (جناح)
- میمند (حاجی‌آباد)
- نخلستان لاتیدان
- هماگ بالا هماگ پایین
- آبگرم انگوران
- آبگرم سیاه کش نیمه کار( خمیر)